# Bickenbach (Bergstraße)

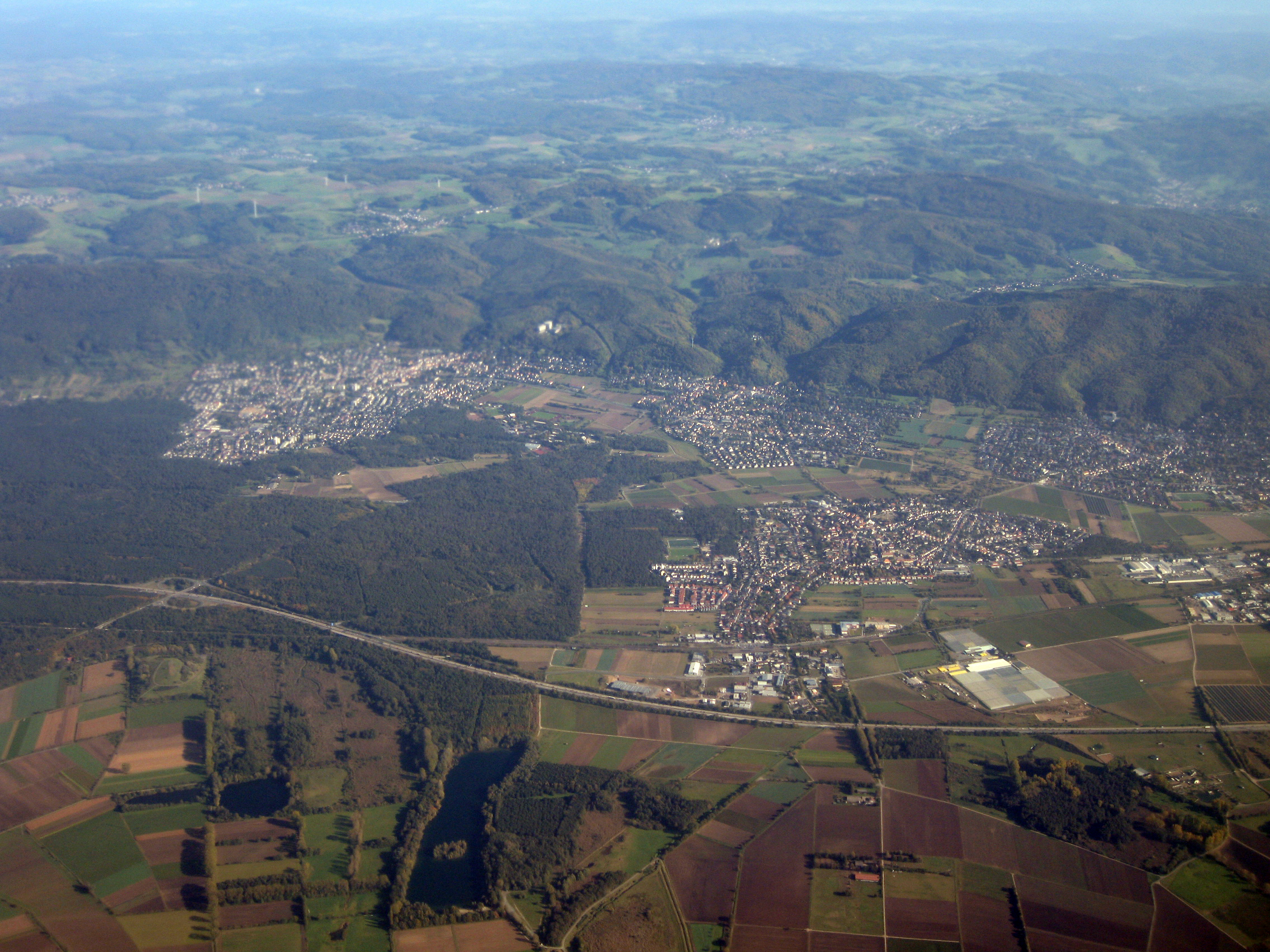
Bickenbach von Westen aus gesehen, dahinter Seeheim-Jugenheim

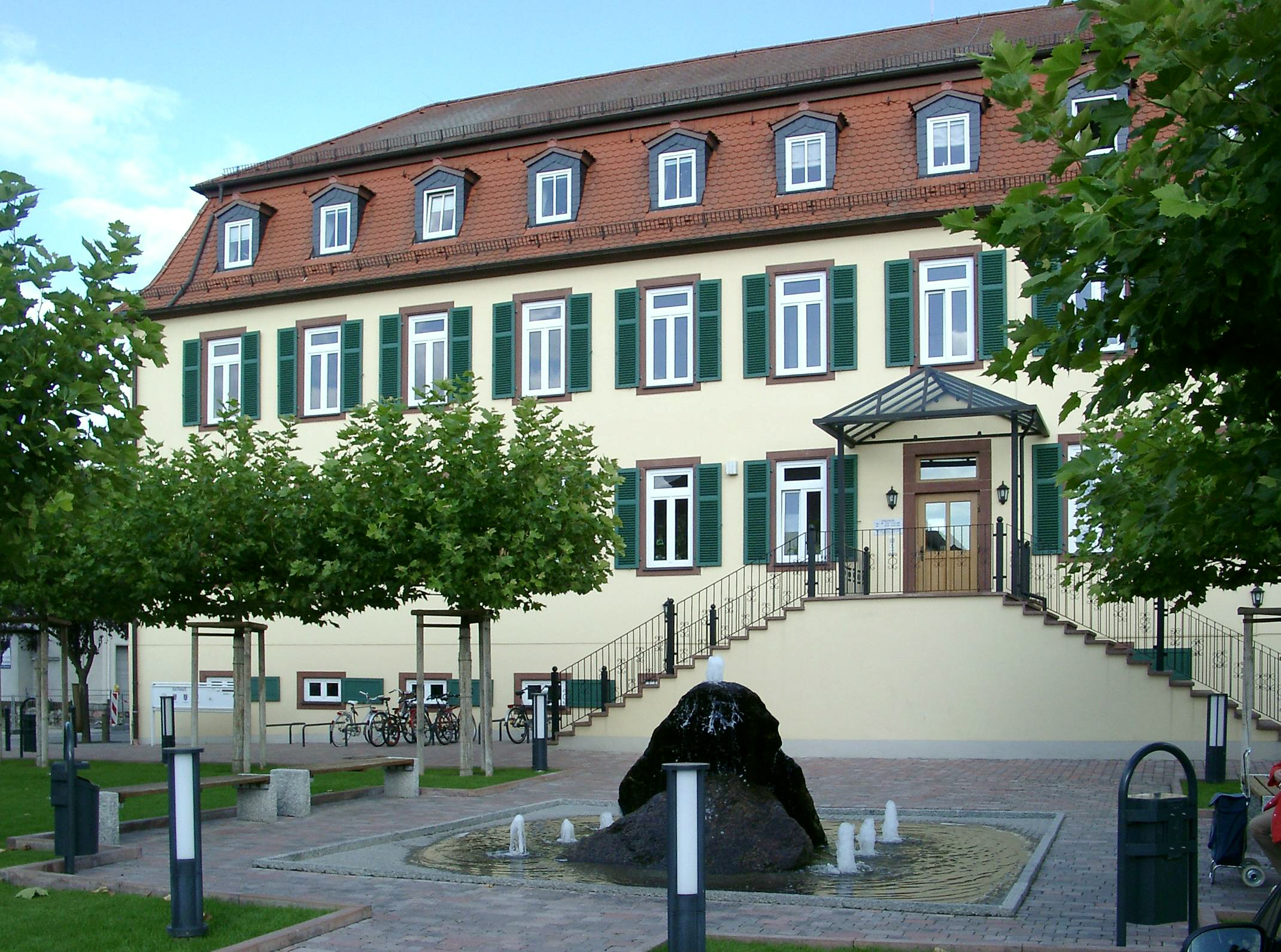
Großer Bau des ehemaligen Jagdschlosses Bickenbach, heutiges Rathaus

Bickenbach (im lokalen Dialekt: Beckebach) ist eine Gemeinde im südhessischen Landkreis Darmstadt-Dieburg. Bickenbach besteht aus nur einem Ortsteil.

## Geografie
Der Ort liegt an der nördlichen hessischen Bergstraße, in der Mitte zwischen den Ballungsräumen Rhein-Main und Rhein-Neckar. Nachbargemeinden sind im Norden die Stadt Pfungstadt, im Osten die Gemeinde Seeheim-Jugenheim, im Süden die Gemeinde Alsbach-Hähnlein sowie im Westen die Stadt Gernsheim (Kreis Groß-Gerau).

## Geschichte

### Ortsgeschichte
Der Ort war bereits in der römischen Zeit besiedelt. Im sumpfigen Gewann „Schiffslache“ entdeckten Archäologen ein Kleinkastell aus dem 1. Jahrhundert sowie die Sumpfbrücke Bickenbach. In der Nachbarschaft dieser Bodendenkmale befindet sich die Villa rustica „Steinmauer“.
Bickenbach wurde im Jahre 874 erstmals in einer Schenkungsurkunde des Lorscher Codex erwähnt, als König Ludwig der Deutsche den Ort dem Kloster Lorsch schenkte. In historischen Dokumenten ist der Ort in den folgenden Jahrhunderten unter wechselnden Ortsnamen belegt (in Klammern das Jahr der Erwähnung): Bicchumbach (874), Picchenbah (10. Jahrhundert), Bikinbach (1012), Bichenbach (1130), Bickenbach (1267), Bickinbach (1310), Bickembag (1330/31), Bickenbach (1380), Bickenbach uf dem Sande (1380–1388), Byckinbach off dem Sande (1396), Byckinbach off dem Sande (1489), Beckhenbach (1538), Beckenbach (1579) und Bickhenbach; Bickhenpach ahn der Bergstraßen (1583).
Bis gegen Ende des 15. Jahrhunderts war der Ort eng mit dem Kloster Lorsch und dessen Lehnsherren verbunden. Es folgte eine Zeit häufig wechselnder Herrschaften. 1571 besaßen die Grafen von Erbach das Dorf, während der Landgraf von Hessen die hohe Obrigkeit ausübte. 1714 verkauften die Grafen von Erbach den Ort Bickenbach an den Landgrafen von Hessen-Darmstadt, Landgraf Ernst Ludwig. Dieser ließ ab 1720 das Jagdschloss Bickenbach, eines der größten Jagdschlösser der Landgrafschaft Hessen-Darmstadt, südwestlich des alten Ortskerns errichten. Etwa 2 km südwestlich des Ortes finden sich die Reste des sogenannten Weilerhügels, einer Motte. Sie ist der Stammsitz der Herren von Bickenbach und wurde 1130 erstmals erwähnt.
Die Statistisch-topographisch-historische Beschreibung des Großherzogthums Hessen berichtet 1829 über Bickenbach:

„Bickenbach (L. Bez. Bensheim) luth. Pfarrdorf; liegt an der von Darmstadt durch die Bergstraße ziehenden Chaussee, in einer ebenen Gegend, 2 St. von Bensheim, hat 118 Häuser und 773 Einw., die außer 18 Kath., 1 Reform und 48 Juden alle lutherisch sind; unter diesen sind 41 Bauern, 30 Handwerker und 18 Taglöhner. Hier ist eine Posthalterei, ein Nebenzollamt und eine vormalige Kavalleriekaserne, die aber nun verkauft ist. – Bickenbach kommt schon im 9. Jahrhundert vor; König Ludwig der Teutsche schenkte, 874, sein Eigenthum darin an das Kloster Lorsch. Der Ort gehörte den Herrn von Bickenbach, und war ein Zugehör des Schlosses Bickenbach (Alsbacher Schloß). Mit dem Zugehör kam das Dorf an die Grafen von Erbach. Die adelige Familie von Venningen war zu der Hälfte des Dorfs, der halben Vogtei und 1⁄6 des großen Zehntens gekommen. Erasmus von Venningen verkaufte aber im 16. Jahrhundert diese Rechte an Georg Schenk von Erbach. Im 30jährigen Krieg, 1622, fielen die Baiern in das Dorf ein, schossen mehrere Bauern todt, plünderten und verjagten die Einwohner, und legten die schöne Kirche mit 20 andern Gebäuden in Asche. Von Erbach kam 1714 das Ganze durch Kauf an Hessen. Die Kirche war die älteste Mutterkirche im ganzen vormaligen Amt Seeheim. Eine Urkunde von 1487 giebt folgende Filiale an; Seeheim, Alsbach, Hayn, Auen, Hartenau, Morstatt, Loart und Staffel Das Patronat übergeben Conrad von Bickenbach, und die Herrn von Falkenstein, Hanau und Weinsberg als Münzenbergische Erben, 1267, dem Nonnenkloster Padenhausen im Dreieicher Hain. Zu Bickenbach haben die Herrn von Bickenbach ihr Erbbegräbniß gehabt.“

In der ersten Hälfte des 20. Jahrhunderts, von 1897 bis 1955, verkehrte eine Dampflok-betriebene Nebenbahn zwischen Bickenbach, Alsbach, Jugenheim und Seeheim. Die Planungen für diese Verbindung hatten bereits 1869 begonnen, aber es gab viele Widerstände gegen den Bau. So fürchtete man Lärm, Störung der Feldarbeit und die Abwanderung von Feriengästen. Zur damaligen Zeit war die Bergstraße ein beliebtes Erholungsgebiet für Gäste aus ganz Europa, vor allem aus den Fürstenhäusern. Die Nebenbahn verband die nördliche Bergstraße am Bahnhof Bickenbach mit der Main-Neckar-Bahn. Neben den Feriengästen benutzte auch die einheimische Bevölkerung die „Ziggelsche“ genannte Nebenbahn. Da einige Züge bis nach Darmstadt fuhren und von Reisenden zum Besuch des Darmstädter Staatstheaters genutzt wurden, erhielten diese den Spitznamen „Theaterzug“.

### Verwaltungsgeschichte im Überblick
Die folgende Liste zeigt die Staaten und Verwaltungseinheiten, denen Bickenbach angehört(e):

- vor 1714: Heiliges Römisches Reich, Grafschaft Erbach, Amt Seeheim und Tannenberg
- ab 1714: Heiliges Römisches Reich, Landgrafschaft Hessen-Darmstadt (durch Kauf), Obergrafschaft Katzenelnbogen, Amt Seeheim und Tannenberg
- ab 1803: Heiliges Römisches Reich, Landgrafschaft Hessen-Darmstadt, Fürstentum Starkenburg, Amt Seeheim und Tannenberg
- ab 1806: Großherzogtum Hessen[Anm. 2], Fürstentum Starkenburg, Amt Seeheim[10]
- ab 1815: Großherzogtum Hessen, Provinz Starkenburg, Amt Seeheim
- ab 1821: Großherzogtum Hessen, Provinz Starkenburg, Landratsbezirk Bensheim[Anm. 3]
- ab 1832: Großherzogtum Hessen, Provinz Starkenburg, Kreis Bensheim
- ab 1848: Großherzogtum Hessen, Regierungsbezirk Dieburg
- ab 1852: Großherzogtum Hessen, Provinz Starkenburg, Kreis Bensheim
- ab 1871: Deutsches Reich,[Anm. 4] Großherzogtum Hessen, Provinz Starkenburg, Kreis Bensheim
- ab 1918: Deutsches Reich, Volksstaat Hessen,[Anm. 5] Provinz Starkenburg, Kreis Bensheim
- ab 1938: Deutsches Reich, Volksstaat Hessen, Landkreis Darmstadt[11][Anm. 6]
- ab 1945: Deutsches Reich, Amerikanische Besatzungszone,[Anm. 7] Groß-Hessen, Regierungsbezirk Darmstadt, Landkreis Darmstadt
- ab 1946: Deutsches Reich, Amerikanische Besatzungszone, Hessen, Regierungsbezirk Darmstadt, Landkreis Darmstadt
- ab 1949: Bundesrepublik Deutschland, Hessen, Regierungsbezirk Darmstadt, Landkreis Darmstadt
- ab 1977: Bundesrepublik Deutschland, Hessen, Regierungsbezirk Darmstadt, Landkreis Darmstadt-Dieburg

## Bevölkerung

### Einwohnerstruktur 2011
Nach den Erhebungen des Zensus 2011 lebten am Stichtag, dem 9. Mai 2011, in Bickenbach 5397 Einwohner. Darunter waren 428 (8,0 %) Ausländer, von denen 271 aus dem EU-Ausland, 95 aus anderen europäischen Ländern und 62 aus anderen Staaten kamen. (Bis zum Jahr 2020 erhöhte sich die Ausländerquote auf 13,9 %.) Nach dem Lebensalter waren 981 Einwohner unter 18 Jahren, 2305 zwischen 18 und 49, 154 zwischen 50 und 64 und 960 Einwohner waren älter. Die Einwohner lebten in 2442 Haushalten. Davon waren 763 Singlehaushalte, 686 Paare ohne Kinder und 764 Paare mit Kindern, sowie 185 Alleinerziehende und 44 Wohngemeinschaften. In 446 Haushalten lebten ausschließlich Senioren und in 1735 Haushaltungen lebten keine Senioren.

### Einwohnerentwicklung
| • 1629: | 077 Hausgesesse (mit Hartenau)                      |
| • 1791: | 451 (Hartenau 34) Einwohner                         |
| • 1800: | 468 (Hartenau 56) Einwohner                         |
| • 1806: | 515 (Hartenau 52) Einwohner, 84 (Hartenau 6) Häuser |
| • 1829: | 773 Einwohner, 118 Häuser                           |
| • 1867: | 948 Einwohner, 140 Häuser                           |

| Bickenbach: Einwohnerzahlen von 1791 bis 2020 | Bickenbach: Einwohnerzahlen von 1791 bis 2020 | Bickenbach: Einwohnerzahlen von 1791 bis 2020 | Bickenbach: Einwohnerzahlen von 1791 bis 2020 | Bickenbach: Einwohnerzahlen von 1791 bis 2020 |
| --- | --------------------------------------------- | --------------------------------------------- | --------------------------------------------- | --------------------------------------------- |
| Jahr |                                               |                                               |                                               | Einwohner                                     |
| 1791 | 1791                                          |                                               | 485                                           | 485                                           |
| 1800 | 1800                                          |                                               | 524                                           | 524                                           |
| 1806 | 1806                                          |                                               | 567                                           | 567                                           |
| 1829 | 1829                                          |                                               | 773                                           | 773                                           |
| 1834 | 1834                                          |                                               | 812                                           | 812                                           |
| 1840 | 1840                                          |                                               | 863                                           | 863                                           |
| 1846 | 1846                                          |                                               | 955                                           | 955                                           |
| 1852 | 1852                                          |                                               | 651                                           | 651                                           |
| 1858 | 1858                                          |                                               | 942                                           | 942                                           |
| 1864 | 1864                                          |                                               | 919                                           | 919                                           |
| 1871 | 1871                                          |                                               | 953                                           | 953                                           |
| 1875 | 1875                                          |                                               | 1.006                                         | 1.006                                         |
| 1885 | 1885                                          |                                               | 1.119                                         | 1.119                                         |
| 1895 | 1895                                          |                                               | 1.208                                         | 1.208                                         |
| 1905 | 1905                                          |                                               | 1.362                                         | 1.362                                         |
| 1910 | 1910                                          |                                               | 1.533                                         | 1.533                                         |
| 1925 | 1925                                          |                                               | 1.801                                         | 1.801                                         |
| 1939 | 1939                                          |                                               | 1.968                                         | 1.968                                         |
| 1946 | 1946                                          |                                               | 2.603                                         | 2.603                                         |
| 1950 | 1950                                          |                                               | 2.749                                         | 2.749                                         |
| 1956 | 1956                                          |                                               | 2.736                                         | 2.736                                         |
| 1961 | 1961                                          |                                               | 3.024                                         | 3.024                                         |
| 1967 | 1967                                          |                                               | 3.555                                         | 3.555                                         |
| 1970 | 1970                                          |                                               | 3.865                                         | 3.865                                         |
| 1972 | 1972                                          |                                               | 4.008                                         | 4.008                                         |
| 1975 | 1975                                          |                                               | 4.422                                         | 4.422                                         |
| 1980 | 1980                                          |                                               | 4.459                                         | 4.459                                         |
| 1985 | 1985                                          |                                               | 4.508                                         | 4.508                                         |
| 1990 | 1990                                          |                                               | 4.523                                         | 4.523                                         |
| 1995 | 1995                                          |                                               | 4.931                                         | 4.931                                         |
| 2000 | 2000                                          |                                               | 5.294                                         | 5.294                                         |
| 2005 | 2005                                          |                                               | 5.394                                         | 5.394                                         |
| 2010 | 2010                                          |                                               | 5.478                                         | 5.478                                         |
| 2011 | 2011                                          |                                               | 5.397                                         | 5.397                                         |
| 2015 | 2015                                          |                                               | 5.777                                         | 5.777                                         |
| 2020 | 2020                                          |                                               | 6.095                                         | 6.095                                         |
| Datenquelle: Historisches Gemeindeverzeichnis für Hessen: Die Bevölkerung der Gemeinden 1834 bis 1967. Wiesbaden: Hessisches Statistisches Landesamt, 1968. Weitere Quellen: ; 1972:; Hessisches Statistisches Informationssystem; Zensus 2011 |                                               |                                               |                                               |                                               |

### Daten zur Religionszugehörigkeit
| • 1829: | 706 lutheranische (= 91,33 %), ein reformierter (= 0,13 %), 48 jüdische (= 6,21 %) und 18 katholische (= 2,38 %) Einwohner |
| • 1961: | 2418 evangelische (= 79,96 %), 469 römisch-katholische (= 15,51 %) Einwohner                                               |
| • 2011: | 2233 evangelische (= 41,4 %), 1061 katholische (= 19,7 %) Einwohner                                                        |

### Erwerbstätigkeit
Die Gemeinde im Vergleich mit Landkreis, Regierungsbezirk Darmstadt und Hessen:
|                                                   | Jahr | Gemeinde | Landkreis | Regierungsbezirk | Hessen    |
| ------------------------------------------------- | ---- | -------- | --------- | ---------------- | --------- |
| Sozialversicherungspflichtig Beschäftigte         | 2017 | 1.631    | 74.525    | 1.695.567        | 2.524.156 |
| Veränderung zu                                    | 2000 | +130,4 % | +21,1 %   | +16,1 %          | +16,0 %   |
| davon Vollzeit                                    | 2017 | 68,9 %   | 68,3 %    | 72,8 %           | 71,8 %    |
| davon Teilzeit                                    | 2017 | 31,1 %   | 31,7 %    | 27,2 %           | 28,2 %    |
| Ausschließlich geringfügig entlohnte Beschäftigte | 2017 | 248      | 15.305    | 224.267          | 372.991   |
| Veränderung zu                                    | 2000 | +5,1 %   | +14,4 %   | +9,0 %           | +8,8 %    |

| Branche                         | Jahr | Gemeinde | Landkreis | Regierungsbezirk | Hessen |
| ------------------------------- | ---- | -------- | --------- | ---------------- | ------ |
| Produzierendes Gewerbe          | 2000 | 30,1 %   | 41,1 %    | 27,0 %           | 30,6 % |
|                                 | 2017 | *)       | 31,3 %    | 20,4 %           | 24,3 % |
| Handel, Gastgewerbe und Verkehr | 2000 | 38,8 %   | 26,1 %    | 26,4 %           | 25,1 % |
|                                 | 2017 | 41,8 %   | 26,8 %    | 24,7 %           | 23,8 % |
| Unternehmensdienstleistungen    | 2000 | 13,6 %   | 11,6 %    | 25,1 %           | 20,2 % |
|                                 | 2017 | 15,0 %   | 17,1 %    | 31,6 %           | 26,1 % |
| Sonstige Dienstleistungen       | 2000 | *) %     | 18,8 %    | 20,1 %           | 22,5 % |
|                                 | 2017 | 20,4 %   | 23,6 %    | 23,0 %           | 25,4 % |
| Sonstiges (bzw. ohne Zuordnung) | 2000 | 17,5 %   | 02,4 %    | 01,4 %           | 01,5 % |
|                                 | 2017 | 22,9 %   | 01,1 %    | 00,3 %           | 00,4 % |

*) anonymisiert

## Politik

### Gemeindevertretung
Die Kommunalwahl am 14. März 2021 lieferte folgendes Ergebnis, in Vergleich gesetzt zu früheren Kommunalwahlen:
| Sitzverteilung in der Gemeindevertretung 2021Insgesamt 25 Sitze - SPD: 9 - FDP: 2 - CDU: 7 - KOMM,A: 7 | Parteien und Wählergemeinschaften | Parteien und Wählergemeinschaften           | % 2021 | Sitze 2021 | % 2016 | Sitze 2016 | % 2011 | Sitze 2011 | % 2006 | Sitze 2006 | % 2001 | Sitze 2001 |
| Sitzverteilung in der Gemeindevertretung 2021Insgesamt 25 Sitze - SPD: 9 - FDP: 2 - CDU: 7 - KOMM,A: 7 | SPD                               | Sozialdemokratische Partei Deutschlands     | 34,0   | 9          | 36,2   | 9          | 38,2   | 10         | 35,3   | 9          | 44,0   | 11         |
| Sitzverteilung in der Gemeindevertretung 2021Insgesamt 25 Sitze - SPD: 9 - FDP: 2 - CDU: 7 - KOMM,A: 7 | CDU                               | Christlich Demokratische Union Deutschlands | 29,8   | 7          | 37,1   | 9          | 36,5   | 9          | 43,8   | 11         | 46,3   | 12         |
| Sitzverteilung in der Gemeindevertretung 2021Insgesamt 25 Sitze - SPD: 9 - FDP: 2 - CDU: 7 - KOMM,A: 7 | KOMM,A                            | Die Kommunale Alternative in Bickenbach     | 27,9   | 7          | 15,3   | 4          | 17,8   | 4          | 10,2   | 2          | 1,7    | 0          |
| Sitzverteilung in der Gemeindevertretung 2021Insgesamt 25 Sitze - SPD: 9 - FDP: 2 - CDU: 7 - KOMM,A: 7 | FDP                               | Freie Demokratische Partei                  | 8,3    | 2          | 11,4   | 3          | 7,5    | 2          | 10,8   | 3          | 8,0    | 2          |
| Sitzverteilung in der Gemeindevertretung 2021Insgesamt 25 Sitze - SPD: 9 - FDP: 2 - CDU: 7 - KOMM,A: 7 | Gesamt                            | Gesamt                                      | 100    | 25         | 100    | 25         | 100    | 25         | 100    | 25         | 100    | 25         |
| Sitzverteilung in der Gemeindevertretung 2021Insgesamt 25 Sitze - SPD: 9 - FDP: 2 - CDU: 7 - KOMM,A: 7 | Wahlbeteiligung in %              | Wahlbeteiligung in %                        | 58,0   | 58,0       | 51,3   | 51,3       | 54,8   | 54,8       | 52,8   | 52,8       | 57,3   | 57,3       |

### Bürgermeister und Gemeindevorstand
Nach der hessischen Kommunalverfassung wird der Bürgermeister für eine sechsjährige Amtszeit gewählt, seit dem Jahr 1993 in einer Direktwahl, und ist Vorsitzender des Gemeindevorstands, dem in der Gemeinde Bickenbach neben dem Bürgermeister ehrenamtlich der Erste Beigeordnete und neun weitere Beigeordnete angehören. Bürgermeister ist seit dem 1. Januar 2018 Markus Hennemann (SPD). Er wurde als Nachfolger von Günter Martini (CDU), der nach vier Amtszeiten nicht mehr kandidiert hatte, am 22. Oktober 2017 in einer Stichwahl bei 64,1 Prozent Wahlbeteiligung mit 51,8 Prozent der Stimmen gewählt. Es folgte eine Wiederwahl im Oktober 2023.
Amtszeiten der Bürgermeister
- 2018–2029 Markus Hennemann (SPD)
- 1994–2017 Günter Martini (CDU), Amtsantritt 1. Januar
- 1968–1993 Karl Schemel (SPD), Amtsantritt 1. Oktober
- 1948–1968 Georg Blum (SPD) nach der Kommunalwahl 1948 ab 25. Juni im Amt
- 1946–1948 Georg Hill (SPD) nach der Kommunalwahl 1946 ab 22. März im Amt
- 1945–1946 Karl Dieter (KPD), am 15. April von der US-Militäradministration eingesetzt

Die ehrenamtlichen Beigeordneten werden von der Gemeindevertretung in oder bald nach der konstituierenden Sitzung für die fünfjährige Wahlperiode bis zur nächsten Kommunalwahl in den Gemeindevorstand gewählt. Für die Dauer ihrer Wahlzeit werden sie zu Ehrenbeamten ernannt und können, im Gegensatz zu dem Bürgermeister als hauptamtlichem Mitglied, nicht abgewählt werden. Die Stärke der in der Gemeindevertretung vertretenen Fraktionen spiegelt sich grundsätzlich in der Zusammensetzung des ehrenamtlichen Gemeindevorstands wider. Vertreterin des Bürgermeisters ist die Erste Beigeordnete Barbara Fenske (KOMM,A). Nach der geltenden Fassung der Hauptsatzung wird sich die Zahl der Beigeordneten am 1. April 2026 mit Ende der laufenden Wahlperiode von zehn auf sechs vermindern.
Der Gemeindevorstand steht an der Spitze der Gemeindeverwaltung und wird von dieser unterstützt. Er trifft die Entscheidungen zu laufenden Verwaltungsangelegenheiten, bereitet gemeinsam mit der Verwaltung die Beschlüsse der Gemeindevertretung vor und führt diese aus. Er wirkt mit bei der Ausführung der Gesetze und Verordnungen innerhalb der Gemeinde, bei der Verwaltung des Vermögens, bei der Erstellung des Haushaltsplanes sowie bei der Überwachung des Kassen- und Rechnungswesens. Auch die Wahrung der Bürgerinteressen ist seine Aufgabe. Er vertritt die Gemeinde nach außen, führt den Schriftwechsel und vollzieht die Gemeindeurkunden. Er tagt unter Vorsitz des Bürgermeisters in nicht-öffentlichen Sitzungen. An den Sitzungen der Gemeindevertretung nimmt der Gemeindevorstand ohne Stimmrecht teil.

### Wappen und Flagge
Wappen

Blasonierung: „Roter, von einer Doppelreihe silberner Rauten schrägrechts geteilter Schild; links oben ein mit dem Gemarkungszeichen (breitendiges Kreuz über unten geöffnetem Ring. Rot in Gold) belegter Kleinschild.“
Das Wappen wurde der Gemeinde Bickenbach im damaligen Landkreis Darmstadt am 4. August 1971 durch den Hessischen Innenminister genehmigt.
Gestaltet wurde es durch den Bad Nauheimer Heraldiker Heinz Ritt.
Es kombiniert das Wappen der früheren Ortsherren, den Herren von Bickenbach und das historische Gemarkungszeichen von Bickenbach.
Flagge
Zusammen mit dem Wappen wurde Bickenbach eine Flagge mit der Beschreibung „In rot zwei gelbe Streifen, belegt mit dem Gemeindewappen.“ verliehen.
Nur ein Jahr später, am 31. Juli 1972 wurde die Flagge geändert und wird nun wie folgt beschrieben:
„In einem Gelben, beiderseits von rot beseiteten verbreiterten Mittelstreifen aufgelegt das Gemeindewappen.“

### Städtepartnerschaften
Bickenbach unterhält partnerschaftliche Beziehungen zu Tricarico (Italien) und Saint-Philbert-de-Grand-Lieu (Frankreich).

## Kultur und Sehenswürdigkeiten

### Bauwerke

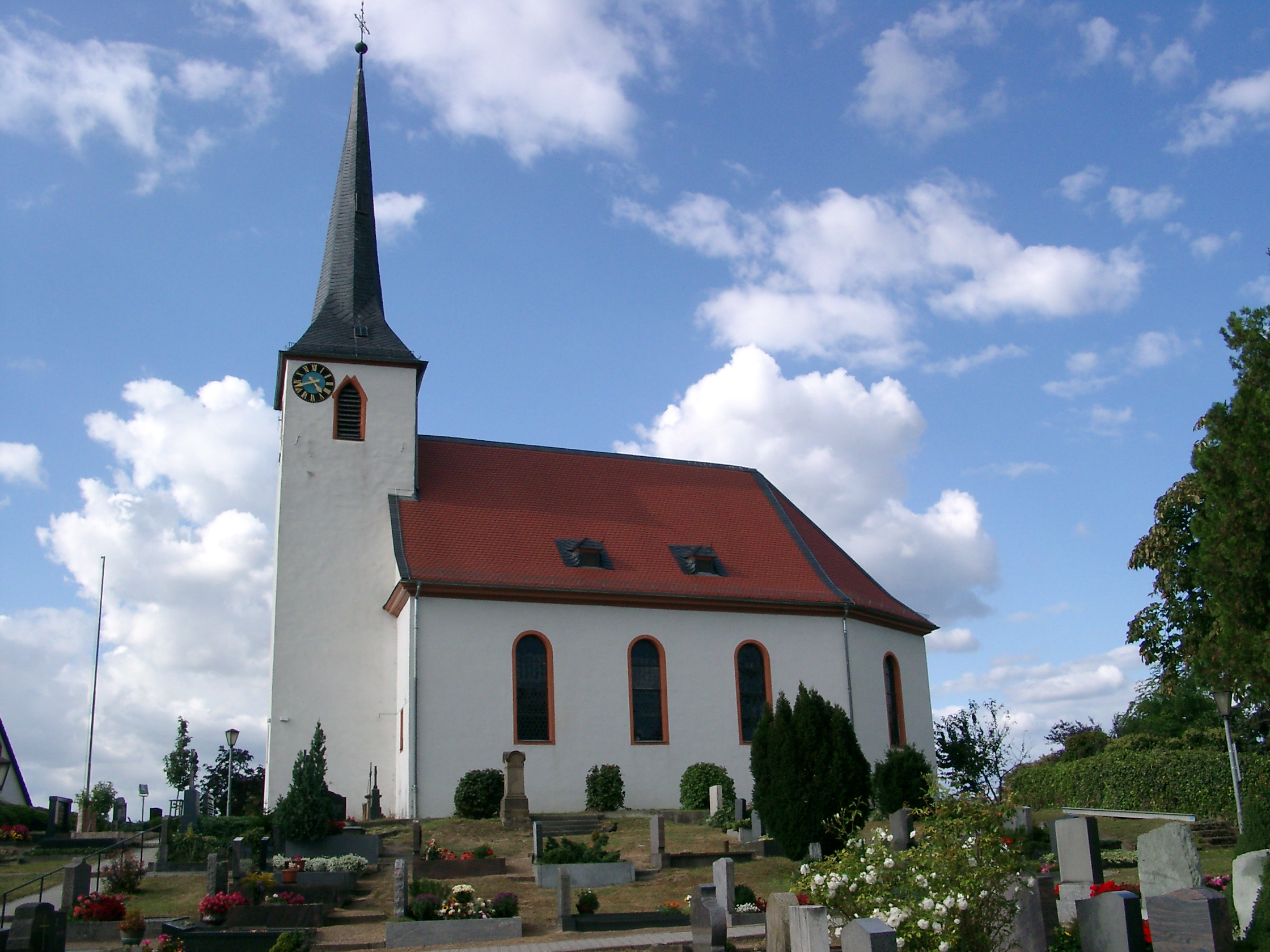
Evangelische Kirche

- Evangelische Pfarrkirche (Stephanskirche) mit spätgotischem Westturm, Kirchenschiff mit klassizistischem Saalbau.
- Jagdschloss Bickenbach, das ehemalige Jagdschloss der Landgrafen von Hessen von 1720/21.
- Kolb'sches Haus, das älteste erhaltene Haus der Gemeinde, mit dem Heimatmuseum Bickenbach.

### Natur und Schutzgebiete
In der Gemarkung Bickenbach befinden sich Teile der Naturschutzgebiete „Altneckarlachen von Alsbach, Hähnlein und Bickenbach“ und „Pfungstädter Moor“, zwei Feuchtgebiete auf verlandeten Flussarmen. Beide sind eingebunden in das EU-Vogelschutzgebiet „Hessische Altneckarschlingen“. Das Naturschutzgebiet Kalksandkiefernwald bei Bickenbach, Pfungstadt und Seeheim-Jugenheim schützt einen lichten Kiefernwald mit zahlreichen seltenen Pflanzenarten.

### Regelmäßige Veranstaltungen
- Oktober: Kerb[35]
- November/Dezember: Weihnachtsmarkt[36]

## Wirtschaft und Infrastruktur

### Flächennutzung
Das Gemeindegebiet umfasst eine Gesamtfläche von 926 Hektar, davon entfallen in ha auf:
| Nutzungsart             | Nutzungsart             | 2011 | 2015 | ab 2016    | 2016 | 2020 |
| ----------------------- | ----------------------- | ---- | ---- | ---------- | ---- | ---- |
| Gebäude- und Freifläche | Gebäude- und Freifläche | 123  | 126  | Siedlung   | 157  | 159  |
| davon                   | Wohnen                  | 87   | 86   |            |      |      |
|                         | Gewerbe                 | 8    | 15   |            |      |      |
| Betriebsfläche          | Betriebsfläche          | 12   | 5    |            |      |      |
| davon                   | Abbauland               | 6    | 0    |            |      |      |
| Erholungsfläche         | Erholungsfläche         | 10   | 10   | Vegetation | 631  | 629  |
| davon                   | Grünanlage              | 6    | 6    |            |      |      |
| Verkehrsfläche          | Verkehrsfläche          | 98   | 99   | Verkehr    | 99   | 99   |
| Landwirtschaftsfläche   | Landwirtschaftsfläche   | 483  | 470  |            |      |      |
| davon                   | Moor                    | 0    | 0    |            |      |      |
|                         | Heide                   | 0    | 0    |            |      |      |
| Waldfläche              | Waldfläche              | 160  | 177  |            |      |      |
| Wasserfläche            | Wasserfläche            | 39   | 39   | Gewässer   | 39   | 39   |
| Sonstige Nutzung        | Sonstige Nutzung        | 1    | 1    |            |      |      |

### Verkehr
Die Gemeinde liegt mit dem Bahnhof Bickenbach verkehrsgünstig an der Bahnstrecke Frankfurt am Main–Heidelberg („Main-Neckar-Bahn“), bis 1961 zweigte hier die Bahnstrecke Bickenbach–Seeheim von der Main-Neckar-Bahn ab (siehe Ortsgeschichte). Der Bahnhof besteht aus drei Bahngleisen mit zwei Bahnsteigen und ist ein wichtiger Verkehrsknoten für Bickenbach und die Nachbargemeinden Seeheim-Jugenheim und Alsbach-Hähnlein. Es halten dort Regionalbahnen der Linien RB67 und RB68, die Frankfurt mit Schwetzingen bzw. Heidelberg verbinden und der Regional-Express der Linie RE60 von Frankfurt nach Mannheim. Außerdem beginnen hier die Buslinien BE1 nach Eberstadt über Seeheim-Jugenheim und Mühltal und BE2 nach Hähnlein über Alsbach und Sandwiese. Einzelne Busse der VRN-Linie 670 Bensheim – Alsbach werden an Schultagen bis zur Haltestelle Bickenbach Bürgerhaus verlängert und fahren als einzige ÖPNV-Linie nicht über den Bahnhof.

### Ansässige Unternehmen
In Bickenbach hatte das Naturlebensmittel-Unternehmen Alnatura bis zu seinem Umzug nach Darmstadt Anfang 2019 seinen Sitz. Die daraus hervorgegangenen Unternehmen(szweige) Alnavit und Alnatura-Naturtextil firmierten ebenfalls dort.
Im Jahr 1989 gründete Walter Gutjahr ein Unternehmen für die Herstellung der von ihm patentierten Verfahren zur sicheren Entwässerung, Entlüftung und Entkopplung von Belägen auf Balkonen, Terrassen, Fassaden und Außentreppen mit Drainage- und Entkopplungsmatten.

## Persönlichkeiten

### Söhne und Töchter des Ortes
- Johann Christian Breithaupt (1736–1799), deutscher Mechaniker und Erfinder des ersten Distanzmessers. Hofmechaniker des Landgrafen Friedrich II. von Hessen-Kassel. Gründer des Präzisionsinstrumente-Herstellers F. W. Breithaupt & Sohn GmbH & Co. KG Kassel.
- Ludwig Wilhelm Zimmermann (1780–1825), Chemiker, Mineraloge und Hochschullehrer an der Universität Gießen
- Ludwig Franz Amelung (1798–1849), Psychiater, Medizinalrat und Hospitalarzt am Großherzoglichen Hessischen Landeshospital Hofheim (jetzt Philippshospital Riedstadt)[37]
- Georg Raab (1869–1932), Politiker (SPD), Abgeordneter des Hessischen Landtags, Minister
- Ludwig Keil (1896–1952), hessischer Landtagsabgeordneter (KPD)
- Klaus Böhme (1948–2010), Historiker

### Persönlichkeiten, die mit Bickenbach in Verbindung stehen
- Klaus-Jürgen Hoffie (* 1936), Unternehmer und Politiker (Hessischer Staatsminister für Wirtschaft und Technik, Mitglied des Bundestages), lebte und wirkte einige Jahre in Bickenbach (Ratsmitglied)
- Hermann Benjes (1937–2007), Landschaftsgärtner, Naturfotograf und Schriftsteller; lebte die längste Zeit seines Lebens in Bickenbach
- Karl Schneider (1934–2020), Jurist und Politiker (SPD), 1973 bis 1991 MdL Hessen, 1980 bis 1987 Staatsminister in Hessen, 1991 bis 1994 Landesminister in Rheinland-Pfalz.  Lebte seit 1976 in Bickenbach.
- Danger Dan (* 1983; bürgerlich: Daniel Pongratz) und sein Bruder Panik Panzer (bürgerlich: Tobias Pongratz), Musiker und Mitglieder der Band Antilopen-Gang, lebten mit ihrer Familie fünf Jahre in Bickenbach.[38][39][40]
- Johannes (* 1997) und Philipp Mickenbecker (1997–2021), mit dem Kanal The Real Life Guys bekannte YouTuber lebt bzw. lebte in Bickenbach[41][42]